# Clavularia australiensis
Clavularia australiensis is een zachte koraalsoort uit de familie Clavulariidae. De koraalsoort komt uit het geslacht Clavularia. Clavularia australiensis werd in 1894 voor het eerst wetenschappelijk beschreven door Hickson. 